# 貨物機

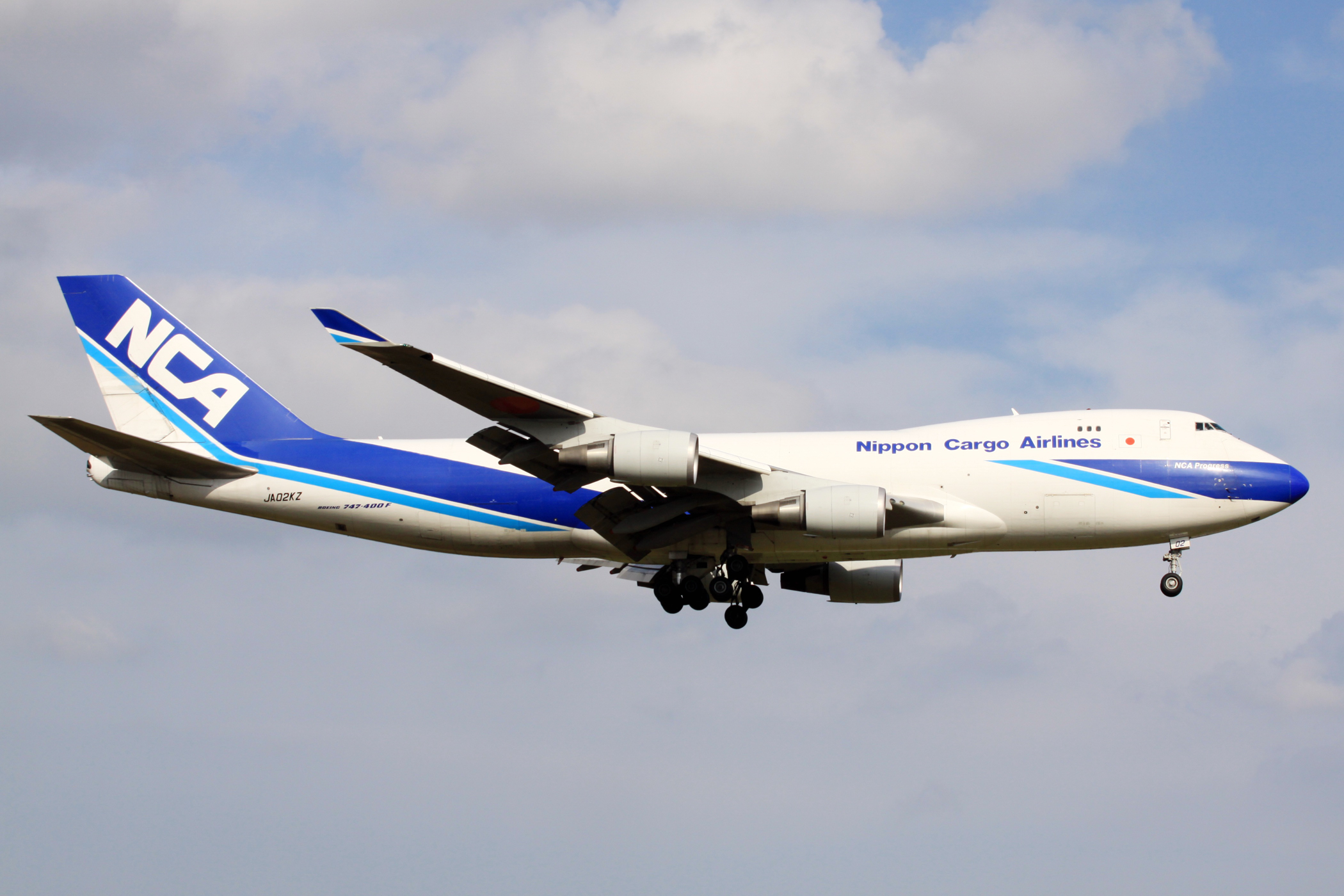
貨物機（ボーイング747F）

貨物機（かもつき）とは、貨物の輸送に特化した航空機。
人や貨物の輸送を主用途とする航空機を軍用・民間用ともに輸送機という。民間用輸送機は、旅客の輸送を目的とする旅客機と、貨物の輸送を目的とする貨物機に区分される。軍用機については輸送機を参照。
英語では「freighter」「airlifter」「cargo aircraft」などと称される。貨物機を運行して航空貨物輸送業務を行う企業を貨物航空会社という。

## 概要

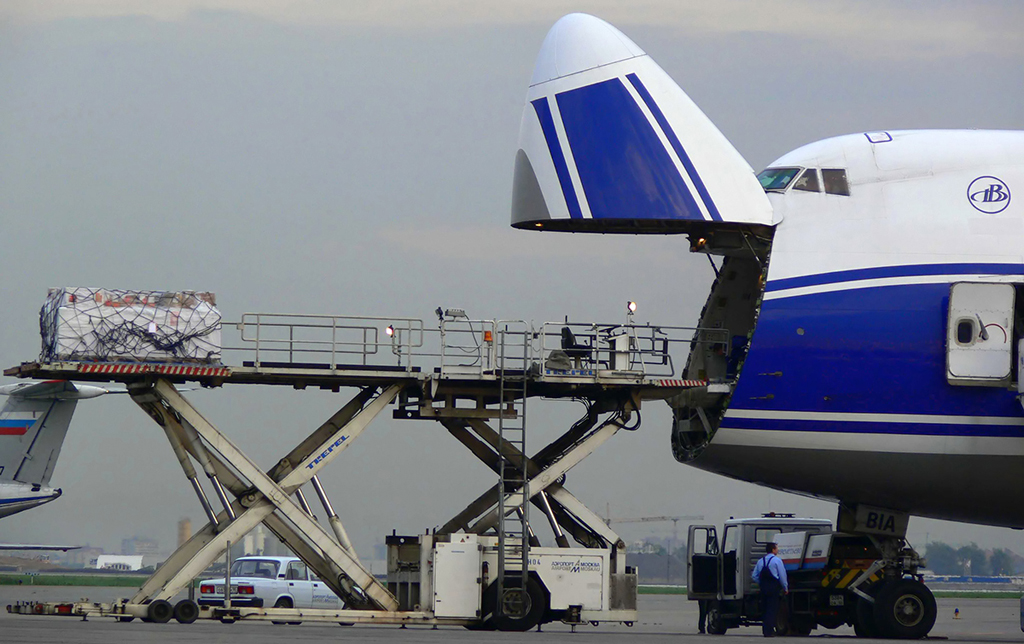
ノーズドアから貨物を積み降ろす様子（ボーイング747）

初期の貨物機は、専用の設計で作られたものは少なく、郵便輸送など貨物便として用いられた機体はあったものの、旅客・貨物の双方の輸送が行えるものが主流であった。

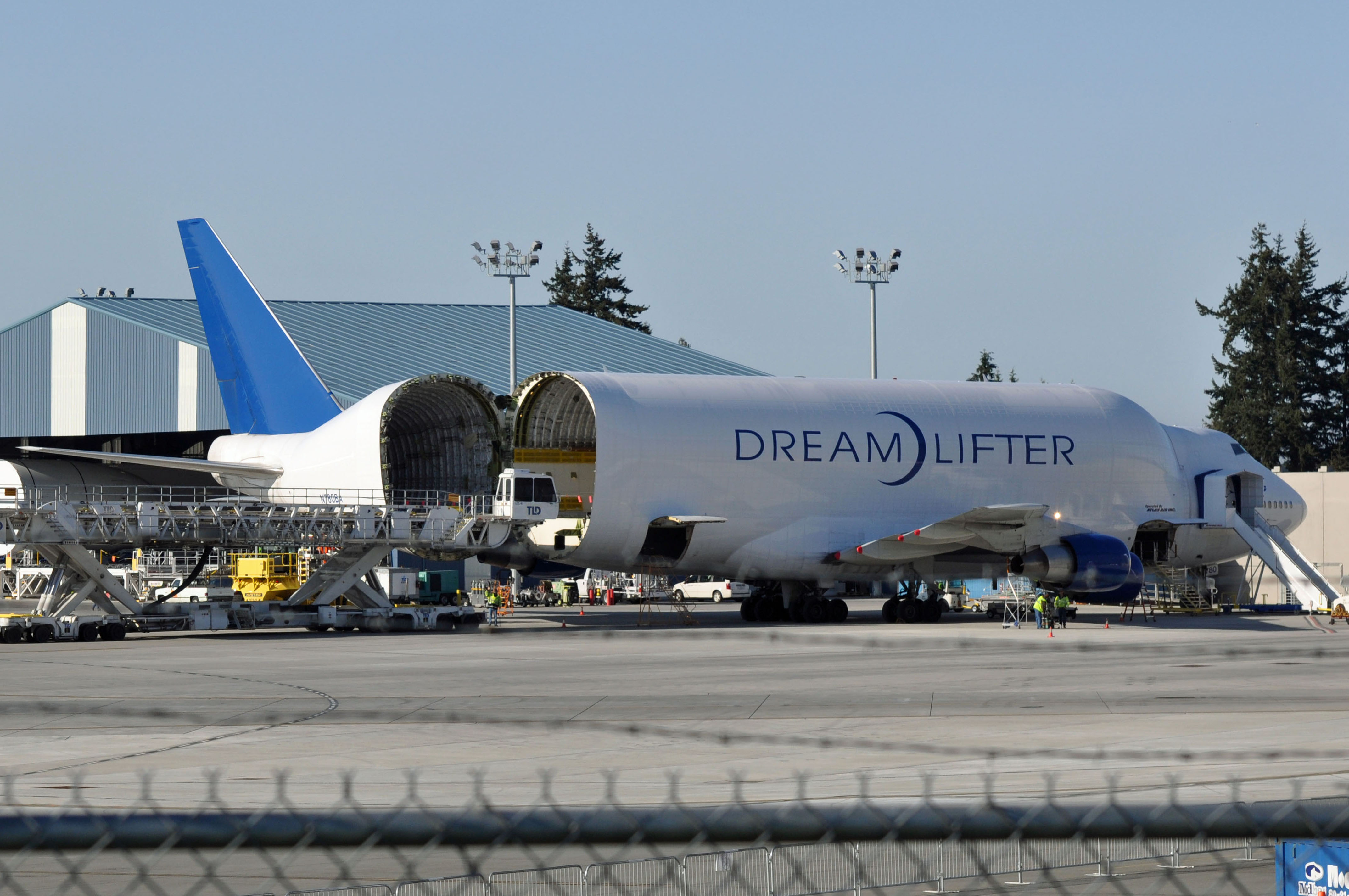
スイングテールを開くボーイング747LCF

貨物機が発達したのは、第二次世界大戦後のことである。これは、航空輸送が活発となって航空機が大型となったことと、民間分野においても航空機による大型貨物や大量の物資の輸送に対する需要が出てきたことに加え、旅客機は整備されたキャビンを持つようになってきたこともあり、貨物を運ぶにあたっては、機内を専用設計としたほうが有利であったことによる。
現代の貨物機は旅客機を改設計し、機内を改装したものが多い。機種にもよるが、外見的にはキャビン窓や非常用脱出口がない代わりに荷物積み降ろし用の大型のカーゴドアを持つといった程度の違いしかない。構造的には、重い荷物に対応するためメインデッキの床が強化され、またペイロードを増やすために主翼付け根部分（翼胴接合部）の強化およびそれに伴う着陸重量の増加に見合う降着装置の強化などが行われる。軍用輸送機では、積み下ろしの利便性から高翼配置が主流となっているが、民間貨物機では旅客機ベースの設計のため低翼配置が主流となっている。
また、ボーイング747 の一部や A300-600ST ベルーガなどのように機首部分がチルトアップする「ノーズドア」を持つものや、カナディアCL-44、ボーイング747-LCF などに見られる胴体後部が横方向に折れて開く「スイングテール」を持つものが存在する。
貨物機は旅客機より多くのペイロードを積載するため、
- 燃料消費が多くなる
- 最大ペイロードの限界まで積載した場合、最大離陸重量を超過しないよう、機種によってはタンク容量の半分程度しか燃料を搭載できない

という理由（相乗効果）により、一般に旅客機よりも航続距離が短い。このため、例えば極東 - 欧州路線では、現在ほとんどの旅客機が体制崩壊後のロシア上空を経由して 13 - 14 時間のフライトを実現しているが、貨物機ではこの距離をノンストップで飛行することが難しい（最新型機747-8F では一部可能となった）。したがって現在でも極東 - 欧州路線の貨物機はアンカレッジで給油を行う旧来のルートが健在である。
旅客機のメインデッキに大型のドアを追加して貨物機としても利用できようにした貨客混載機は『コンビ機』などと呼ばれ、旅客や貨物専用機では採算の取れにくい地方路線などで使用されている。
旅客機のロワーデッキにユニット・ロード・デバイスを積んで輸送する混載（コンビネーションキャリア）も行われている。
貨物機は復路が空荷となる可能性が多いことや、航空輸送の需要が主貨物室に入れる必要がある高さのある貨物（家電、半導体製造装置など）から高さが必要が無い「軽薄短小」の貨物（電子部品など）に移行したことで、貨物機の保有を辞めコンビネーションキャリアのみとした航空会社もある。

## 貨物機の一覧
- ボーイング 747-200F/-400F/-400ERF/-8F
超大型機では唯一、旅客型と貨物型（ノーズカーゴドアを有する純貨物型のみ。旅客型からの改修は除く）共に100機以上の受注を獲得している型式である。
- ボーイング 747LCF ドリームリフター
787のパーツを運ぶために、747-400Fを大きく改造・改修した、大型の特殊貨物機。

- ボーイング 757-200PF
- ボーイング 767-300F
- ボーイング 777F
- マクドネル・ダグラス MD-11Fマクドネル・ダグラス MD-11F

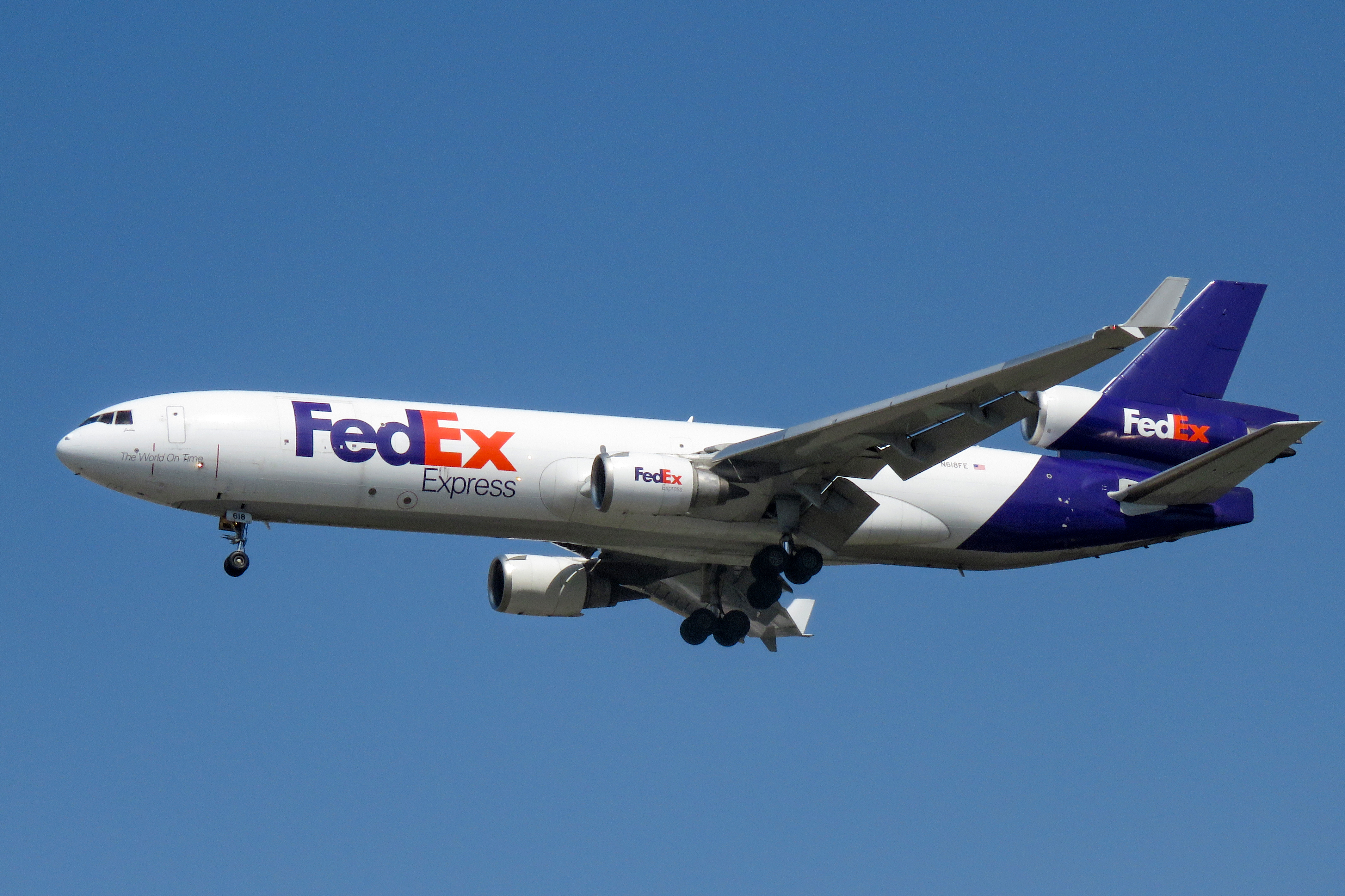
マクドネル・ダグラス MD-11F

- エアロスペースラインズ プレグナントグッピー

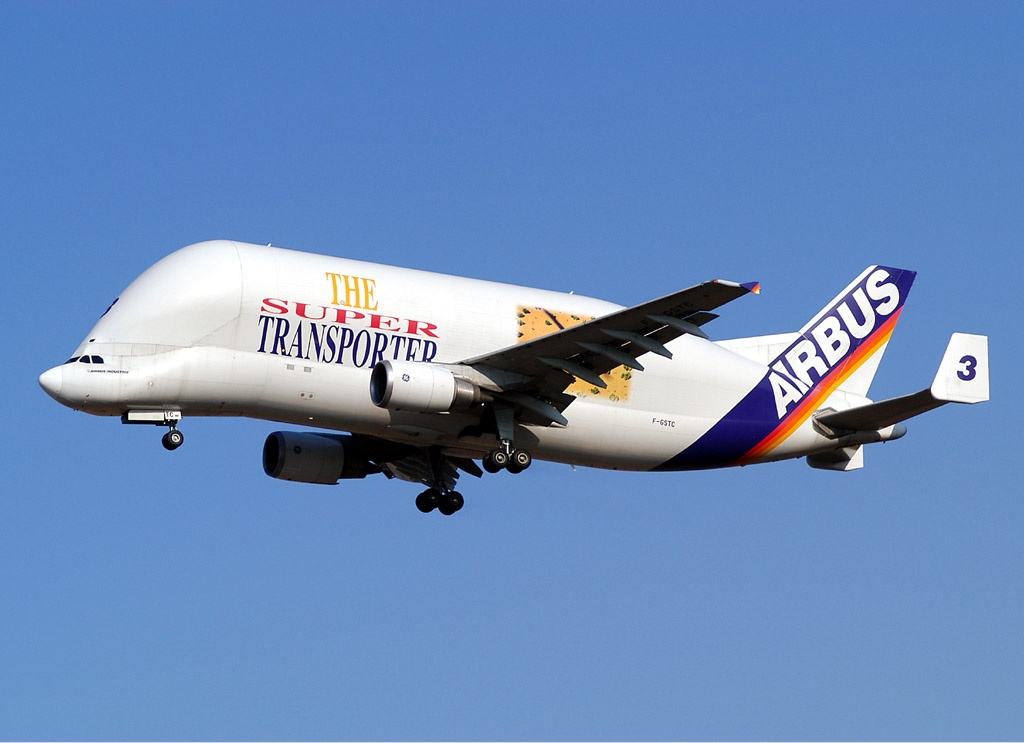
エアバス ベルーガ

- エアロスペースラインズ スーパーグッピー
- エアバス A310-200F
- エアバス A380-800F[5]
- エアバス A300-600ST ベルーガエアバス ベルーガ
各地で製造されたエアバス製旅客機等のコンポーネントを、トゥールーズの工場へと空輸するためにA300を改造して作られた特殊な大型輸送機。
- エアバス A330-743L ベルーガ XL

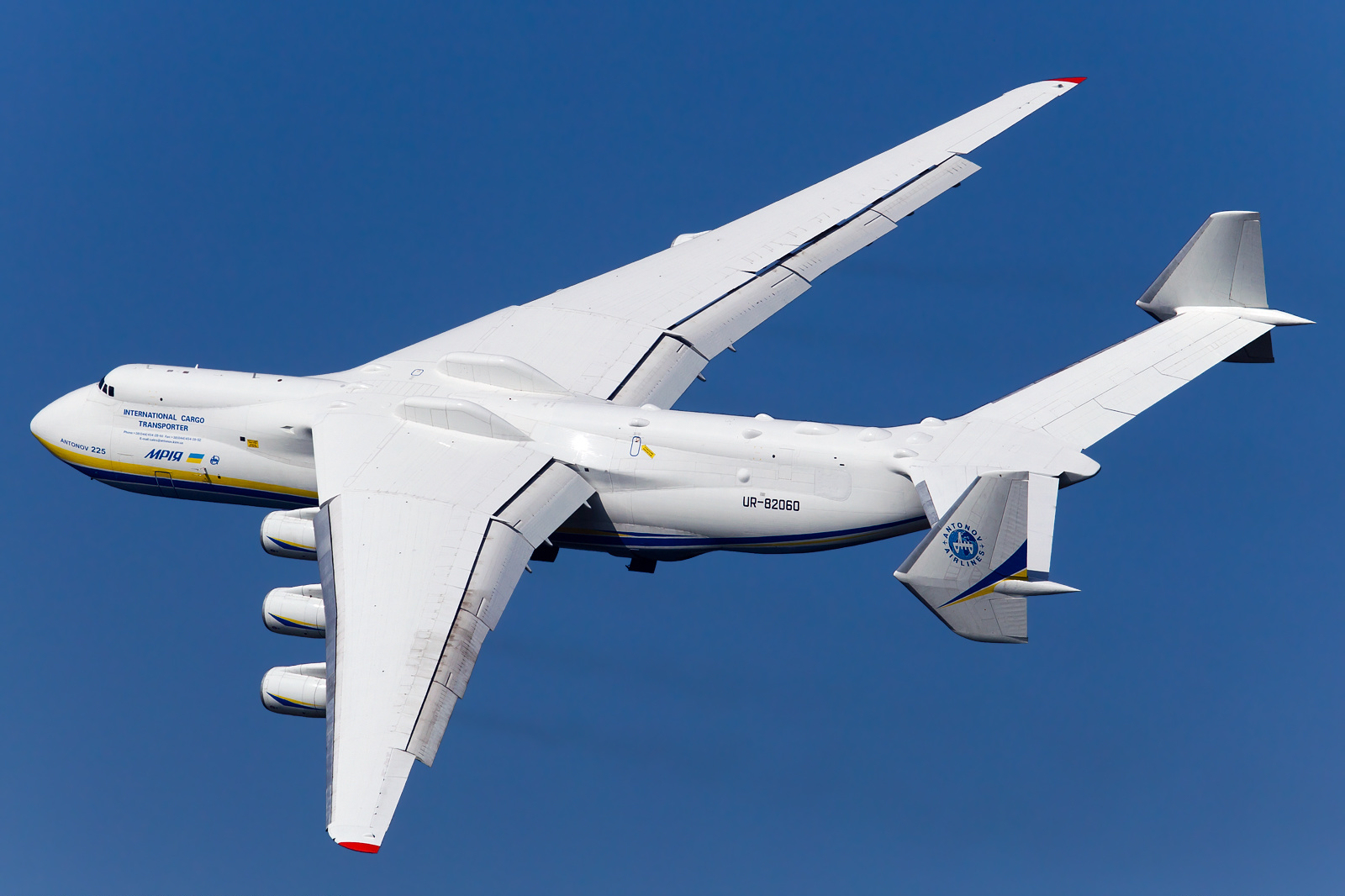
世界最大の貨物機（アントノフ An-225）

ベルーガの後継機
- ツポレフ Tu-134
- ツポレフ Tu-154
- イリューシン Il-76
- イリューシン Il-86
- イリューシン Il-96
- アントノフ An-2
- アントノフ An-3
- アントノフ An-12
- アントノフ An-26
- アントノフ An-28
- アントノフ An-32
- アントノフ An-38
- アントノフ An-72 チェブラーシュカ
- アントノフ An-74 チェブラーシュカ
- アントノフ An-124 ルスラーン
量産された機体としては世界最大。
- アントノフ An-140
- アントノフ An-225 ムリーヤ世界最大の貨物機（アントノフ An-225）
世界最大の貨物機。複数のギネス記録を持つ。